# Dziedzictwo (film)
Dziedzictwo (ang. The Propetrior, franc. Le propriétaire) – amerykańsko-francuski dramat obyczajowy z 1996 roku w reżyserii Isamaila Merchanta.

## Obsada
- Jeanne Moreau - Adrienne Mark
- Sean Young - Virginia Kelly
- Sam Waterston - Harry Bancroft
- Christopher Cazenove - Elliott Spencer
- Nell Carter - Millie Jackson
- Jean-Pierre Aumont - Franz Legendre
- Austin Pendleton - Willy Kunst
- Charlotte de Turckheim - Judith Mark
- Pierre Vaneck - Raymond T.K
- Marc Tissot - Patrice Legendre
- Josh Hamilton - William O'Hara

### Nowy Jork
- Joanna Adler - F. Freemder
- James Naughton - Teksańczyk
- J. Smith-Cameron - Teksańczyk
- Michael Bergin - Bobby
- John Dalton - Emilio
- Jack Koenig - oddźwierny
- Panther - Guardian Angels
- Bull - Guardian Angels
- Kim Gilmore - Guardian Angels
- Falcon - Guardian Angels
- Joan Audiberti - Francuzka
- Katherine Argo - Francuzka
- Judy Alanna - kobieta w parku

### Paryż
- Hubert St. Macary - taksówkarz
- Diane Nignan - Pieszy
- Guillemette Grobon - Suzanne T.K

### Apartament
- Cherif Ezzeldin
- Valérie Tolédano
- Jorg Schnass
- Paula Klein
- Suzanna Pattoni - portier

### Aukcja
- Alain Rimoux - Noraire
- Humbert Balsan - Maître Vicks
- Donald Rosenfeld - Maître Ertaud

### Francuska telewizja
- Franck de la Personne
- Gilles Arbona - polityk
- Henri Garcin
- Jeanne-Marie Darblay - dziennikarz

### Cannes
- Kathryn Kinley

### Paryż 1943, Maison Madeleine
- Marjolaine DeGraeve - młoda Adrienne
- Carole Franck
- Azmine Jaffer
- Brigitte Catillon - arystokratka

### Restauracja Maxims
- Jean-Yves Dubois - Fan-Fan
- Hervé Briaux - arystokrata

### Dziewczyna w nocnym klubie
- Sophie Camus - dziewczyna w nocnym klubie

### 'Je m'appele France'
- Éric Ruf - Theodore
- Élodie Bouchez - młoda dziewczyna
- Judith Rémy - Nadine

### 'Call me French'
- Sean Young - Sally
- Wade Childress - Ben
- Thomas Tomazewski - Franck